# Jane Horney
Jane Horney, egentligen Ebba Charlotte Horney, gift Granberg, född 8 juli 1918 i Stockholm, död omkring 20 januari 1945 i Öresund, var en svensk kvinna som misstänktes spela en underrättelseroll i det tyskockuperade Danmark under andra världskriget. Det är dock oklart och omdebatterat exakt vilken roll detta skulle vara. Sverige och Tyskland förnekar uppgifterna om att hon skulle ha bedrivit underrättelseverksamhet. De danska uppgifterna om Jane Horney var hemligstämplade fram till 2015.

## Biografi
Jane Horney var dotter till civilingenjör Fredrik Horney och hans maka Nina, född Schröder. År 1933 blev hon elev inom Svenska röda stjärnans beredskapskår. Hon gifte sig i december 1939 med redaktör Herje Granberg, som hon flyttade med till Berlin 1941. Äktenskapet sprack 1943 och hon rekryterades till den svenska militära underrättelsetjänsten C-byrån med kodnamnet "Eskimå". Hon fick bland annat täckanställning hos Skandinavisk Telegrambureau i Köpenhamn. Flera av hennes informantrapporter till C-byrån finns bevarade hos Riksarkivet i form av kopior som lagrats av Hemliga Statspolisen (Säpo).
Efter det misslyckade attentatet mot Hitler i juli 1944 inledde de tyska spioncheferna Reinhard Gehlen och Walter Schellenberg ett samarbete med USA:s underrättelsetjänst OSS via den svenska C-byrån. Kurirkontakter sköttes bland annat via Danmark och där blev Jane Horney den viktigaste kuriren.
Under sommaren 1944 hade det i den danska motståndsrörelsens illegala flygblad förekommit uppgifter om att Horney var tysk spion. Hösten 1944 greps Jane Horney av svensk säkerhetspolis efter påtryckningar från den danska motståndsrörelsen. Hon anhölls i 14 dagar, men efter grundliga förhör och undersökningar rörande hennes tyska förbindelser släpptes hon. Danske Bent Faurschou-Hviid, känd som Flammen, åkte samma höst till Stockholm med order från danska motståndsrörelsen att likvidera Jane Horney, men efter kontakt med brittiska SOE avstyrdes ordern. Den brittiska underrättelsetjänsten MI6 och dess sektion V, "special counter intelligence operations", verkade dock i motsatt riktning. Deras chef var sedan hösten 1944 Kim Philby, senare känd som sovjetisk mullvad. Den 18 januari 1945 försvann Horney och mördades troligen den 20 januari av den Englandsvänliga delen av den danska motståndsrörelsen på fiskebåten Tärnan utanför Höganäs.

## I kulturen, olika teorier
År 1985 sändes en TV-serie om Jane Horney, med Ewa Carlsson i titelrollen. Ämnet var då fortfarande känsligt i Danmark. SVT:s faktaansvariga, chefsjuristen Ulf Peyron och TV-producenten Jan Bergman, mordhotades flera gånger, liksom flera andra i TV-teamet. Efter att frågan blivit ett regeringsärende överenskoms att hela historien inte fick berättas och att Horneys koppling till den svenska försvarsstaben skulle hemlighållas. 
I boken Sekreterarklubben (2014) framför senare författaren Jan Bergman uppgiften att Jane Horney Granberg rekryterades av C-byråns vicechef Helmuth Ternberg för att agera informant och kurir åt den svenska militära underrättelsetjänsten C-byrån. I den rollen kom hon att utveckla kontakter med tyskarna – bland annat i Köpenhamn. Som kurir var hon viktig för underrättelsesamarbetet mellan svenska C-byrån, amerikanska OSS och tyska FHO (general Reinhard Gehlen), en utveckling som beskrivs i Bergmans bok Fotohandlaren i Bizonien (2018). 
Den svenska säkerhetspolisen (Säpo), som under andra världskriget upprätthöll nära kontakter med tyska Gestapo och Sicherheitsdienst, utnyttjade Jane Horney som en bricka i ett maktspel med C-byrån. Man tipsade den Englandsvänliga danska motståndsrörelsen om hennes tyska kontakter utan att tala om bakgrunden till dessa. Tillsammans med Englands växande missnöje med det amerikanska agerandet ledde detta slutligen till att Horney likviderades av den danska motståndsrörelsen i januari 1945. C-byråns arkiv och dokument förstördes när verksamheten avvecklades 1945 och Horneys kropp har aldrig återfunnits.